# ادیث وسکس
ادیث وسکس ( ۱۰۲۵ – ۱۸ دسامبر ۱۰۷۵) ملکه انگلستان بود. شوهر او ادوارد خستو بود که در ۲۳ ژانویه ۱۰۴۵ با او ازدواج کرد. بر خلاف بیشتر شهبانوان انگلیسی در سده ۱۰ و ۱۱ میلادی او مراسم تاج‌گذاری را انجام داد. منبع اصلی زندگی‌نامه او که به سفارش خودش نگاشته شده در زندگی نامه ادوارد یا زندگی شاه ادوارد که بقیه عمر خود را به ناچار در وستمینستر به گوشه نشینی گذرانده بود.

## اوایل زندگی
ادیث دختر گادوین، نیرومندترین ارل در انگلستان بود. مادر او گیثا نام داشت که خواهر اولاف یک ارل دانمارکی و برادر ناتنی کانوت بزرگ بود. نام اصلی ادیث ، گیثا بود که به الدگیث یا ادیث شناخته شد در هنگامی که او با شاه ادوارد خستو ازدواج کرد. برادران او اسوین ( ۱۰۲۰ – ۱۰۵۲) ، هارولد (هارولد دوم) ( ۱۰۲۲ – ۱۰۶۶) ، تاستینگ (۱۰۲۶ - ۱۰۶۶) ، گیرث ( ۱۰۳۰ – ۱۰۶۶) ، لیواین (۱۰۳۵ – ۱۰۶۶) و ولفنورس ( ۱۰۴۰ – ۱۰۹۴) بودند. ادیث بزرگترین دختر گادوین از میان سه دختر وی بود که خواهران او شامل گانهیلدا (۱۰۳۵ – ۱۰۸۰) و الفگیفو (۱۰۳۵ - ?) بودند. تاریخ دقیق تولد فرزندان گادوین ناشناخته است ؛ ولی اسوین نخستین فرزند و هارولد فرزند دوم بود. هنگامی که هارولد در سال ۱۰۴۵ در حدود ۲۵ سال داشت ، به احتمال زیاد او باید پیرامون سال ۱۰۲۰ زاده شده باشد.
ادیث در صومعه ویلتون زاده شد. او یک زن تحصیلکرده بود که به زبان‌های مختلفی صحبت می‌کرد و به احتمال آموزش‌هایی در ویلتون دیده بود. وابستگی وی به کلیسا تا سالهای بعد و بازسازی آنجا برجا ماند. خواهرزاده او گونهیلدا وسکس نیز در ویلتون تحصیل کرد.
در کتاب زندگی‌نامه ادوارد به پرهیزکاری او تأکید شده‌است. او به گیفو اسقف ولز کمک کرد تا از موقوفات و زمین‌هایی که به صومعه ابینگدون اعطا کرده بود محافظت کند. ولی بنا به گفته‌های برخی از راهبان اوشام ، او بسیاری از آثار متبرک کلیسا را در گلوچستر گردآوری می‌کرد و از آنهایی که خوشش می آمد برای خودش برمی داشت. هنگامی که گروین رئیس راهبان سنت ریکویر از دربار انگلستان دیدار می‌کرد. هنگام درود فرستادن به ادیث حاضر به بوسیدن وی نشد. که با اعتراض او همراه بود. ادوارد او را سرزنش کرد و او نیز پذیرفت. گروین حتی هنگام رفتن به کشیشان انگلیسی پافشاری کرد که از بوسیدن زنان بپرهیزند. گرچه این کار جزئی از فرهنگ آنان نبود 
ادیت چهار تن از برادران خود را در یک دوره بسیار کوتاه از دست داد. تاستینگ در ۲۵ سپتامبر ۱۰۶۶ در طی نبرد استمفورد بریج کشته شد. سه تن دیگر از برادرانش را در اکتبر ۱۰۶۶ در نبرد هیستینگز از دست داد.

## ازدواج و زندگی به عنوان ملکه
ادیث می بایست میان دوازده تا بیست و پنج سالگی ازدواج کرد باشد. به احتمال زیاد نزدیک به بیست و پنج سالگی اما فرزندی نداشت. بر پایه نوشته‌های مورخان کلیسا به دلیل اینکه ادوارد نذر کرده بود تجرد اختیار کند یا به دلیل بیزاری که از خانواده ادیث ، یعنی گادوین‌ها داشت چندان مایل به این ازدواج نبود. گرچه این ادعا از سوی برخی مورخان امروزی مانند فرانک پارلو رد شده‌است. وی در کتاب خود به نام زندگی‌نامه ادوارد نوشته است که :
این دیدگاه که بی فرزند بودن آن‌ها به دلیل خودداری ادوارد از برقراری رابطه جنسی فاقد اعتبار ، باورنکردنی و بیمارگونه است.
در ۱۰۵۱ گادوین و پسران به دلیل اختلاف با ادوارد از کشور گریختند. ادیث نیز به صومعه فرستاده شد و به احتمال زیاد چون او فرزندی نداشت ادوارد امیدوار بود طلاقش دهد. هنگامی که گادوین‌ها در ۱۰۵۲ دوباره به کشور بازگشتند و قدرت خود را به ادوارد تحمیل کردند ، ادیث دوباره به جایگاهش به عنوان ملکه برگردانده شد. در سال‌های بعد ادیث به یکی از مشاوران نزدیک ادوارد نزدیک شد. با توجه به زندگی‌نامه ادوارد ، بارلو تأکید می‌کند که گرچه همواره با فروتنی در پشت تاج و تخت قرار داشت یا از قدرتش به میزان زیادی کاسته شد. با اینحال هرجا که ما نشانی از او می یابیم ، وی را به زنی با اراده ، مداخله گر ، سرسخت و شاید بد خو می شناسیم.
او به عنوان همسر شاه ، عهده‌دار تشریفات شاهانه دربار بود. او چندین کارگر و دستکم یک زرگر را برای پیرایش و آراستن ظاهری شاه گمارده بود. روز رستاخیز (کتاب) نشان می دهد که هنگامی شاه درگذشت ، وی ثروتمندترین زن انگلستان و چهارمین فرد از حیث دارایی‌های شخصی پس از شاه ، استیگارد اسقف اعظم کانتربری و برادرش هارولد قرار داشت. دارایی زمین‌های او در هر سال بین هزار و پانصد تا دو هزار پوند برآورد می شد.
او به برادرش تاستینگ بسیار نزدیک بود و در ۱۰۵۵ از هارولد درخواست کرد تا او به عنوان ارل نورثامبریا منصوب شود. حکومت وی مورد بی زاری مردم بود و در سال ۱۰۶۵ ادیث در دادگاه متهم به دست داشتن در قتل یک نجیب زاده نورثامبریایی از روی علاقه اش به تاستینگ شد. در سال ۱۰۶۵ هنگامی که به احتمال تاستینگ همراه با شاه ادوارد در شکارگاه بود ، مردم نورثامبریا شورش کرده و مورکار را که باجناق هارولد بود به عنوان ارل برگزیدند. تاستینگ ، هارولد را متهم به هکاری با شورشیان کرد. هارولد نیز با سوگند خوردن خود را از هرگونه اتهامی مبرا ساخت. ادوارد خواستار آن شد تا شورشیان سرکوب شوند. باوجود خشم ادیث ، هارولد و دیگر اشراف انگلستان خواستار لغو اجرای حکم شدند. حکومت مورکار تأیید و تاستینگ مجبور به زندگی در تبعید شد.

## دوران پایانی زندگی
پس مرگ ادوارد در ۴ ژانویه ۱۰۶۶ ، برادرش هارولد برتخت نشست. ادیث در طی دو جنگ استمفورد بریج در (۲۵ سپتامبر ۱۰۶۶) و هیستینگز (۱۴ اکتبر ۱۰۶۶) چهار تن از برادران خود را از دست داد. ( تاستینگ ، هارولد ، گیرث و لیواین ). برادر دیگرش ولفنوث در سال ۱۰۵۱ ابتدا در اسارت ادوارد بود و پس از به قدرت رسیدن ویلیام فاتح در نورماندی زندگی خود را به اسارت گذراند. بنابراین ادیث تنها عضو ارشد خاندان گادوین هنگام پیروزی نورمان‌ها در انگلستان برجا ماند. فرزندان گادوین نیز به ایرلند فرار کردند.
یک تاریخنگار هنری به نام کارولا هیکس ، بتازگی وی را در زمره یکی از راویان و بافندگان فرشینه بایو قرار داده است.
پس از مرگ ادوارد، ادیث به خواندن زندگینامه قدیسان انگلیسی پرداخت. و از یکی از شرح حال نویسان قدیسان به نام گوسلین اطلاعاتی درباره قدیس سنت کنلم گرفت. او در ۱۸ دسامبر ۱۰۷۵ در وینچستر درگذشت.
متیو پاریس مرگ وی را بر اثر بیماری که مدت‌ها از آن رنج می برد نگاشته است. طی مراسمی که ویلیام آن را ترتیب داده بود در کنار شوهرش ادوارد در کلیسای وست‌مینستر بخاک سپرده شد.
مانوسکریپت . دی ، یکی از وقایع نگاران آنگلوساکسون نوشته است:
بانو ادیث ، هفت شب پیش از کیرسمس در وینچستر درگذشت. او همسر شاه ادوارد بود و شاه به افتخار او کلیسای وستمینستر را ساخت. و در آنجا او را در کنار شاه ادوارد ، سرورش بخاک سپردند.

## کتابشناسی
- بارلو فرانک (۱۹۹۷) ادوارد خستوانتشارات دانشگاه ییل: لندن
- استافورد پائولین (۱۹۹۷). ملکه اما و ملکه ادیت: Queenship و قدرت زنان در یازدهم-قرن انگلستانبا Blackwell شابک ‎۰−۶۳۱−۱۶۶۷۹−۳
- استافورد پائولین (۲۰۰۹). 'ادیث همسر و ملکه ادوارد', pp. 129–138 در ریچارد مورتیمر ed., ادوارد اعتراف: مرد و افسانههای Boydell Press شابک ‎۹۷۸−۱−۸۴۳۸۳−۴۳۶−۶
- Williams, Ann (2004). "Edith (d. 1075)". Oxford Dictionary of National Biography. Oxford University Press. Retrieved 15 June 2008.